# 1731 w literaturze

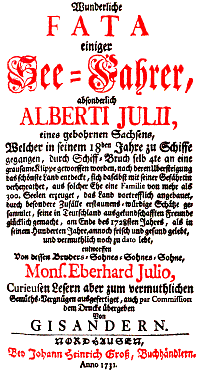
Insel Felsenburg

Wydarzenia literackie w 1731 roku.

## nowe książki
- Antoine Prévost – Historia kawalera des Grieux i Manon Lescaut
- 1730–1743 Johann Schnabel Insel Felsenburg